# Karlik Nos
Karlik Nos (russisk: Ка́рлик Нос) er en russisk animationsfilm fra 2003 af Ilja Maksimov.

## Medvirkende
- Albert Asadullin som Jakob
- Jevgenija Igumnova som Greta
- Jelena Sjulman
- Natalja Danilova
- Igor Sjibanov som Urban